# Дражево (община Ново село)
 Тази статия е за селото в Северна Македония.  За селото в България вижте Дражево.  
Дражево (на македонска литературна норма: Дражево) е село в община Ново село на Северна Македония.

## География
Дражево се намира в Струмишката котловина. Селото е разположено е в северното подножие на планината Беласица в областта Подгорие на 330 метра надморска височина. Дражевската река разделя селото на две махали.

## История
Етимологията е от мъжкото име Дражен или Драган, а според местна легента името идва от това, че на жителите му им било драго да живеят в него.
Селото се споменава в османски дефтер от 1519 година, когато има само 5 семейства. В османски дефтер от 1570 година е споменато под името Дражева. През същата година в селото живеят 1 мюсюлманско и 208 християнски домакинства. През XIX век селото е чисто турско. Според статистиката на Васил Кънчов („Македония. Етнография и статистика“) от 1900 г. Дражово е населявано от 380 жители, всички турци.
В 1940 година е построена църквата „Рождество Богородично“ („Света Богородица Милостива“) в горния край на селото.
В 1971 година в селото има 649 жители. Според преброяването от 2002 година селото има 462 жители.
| Националност     | Всичко |
| северномакедонци | 460    |
| албанци          | 0      |
| турци            | 0      |
| роми             | 0      |
| власи            | 0      |
| сърби            | 1      |
| бошняци          | 0      |
| други            | 1      |

В селото има и спортен клуб „Беласица“.

## Личности
Починали в Дражево
- Костадин Радев Радев, български военен деец, поручик, загинал през Втората световна война[6]
- Петко Искрев Аврамов, български военен деец, подпоручик, загинал през Втората световна война[7]
- Христо Стоянов Шумов, български военен деец, подпоручик, загинал през Втората световна война[8]